# Старе Ґарново
Старе Ґарново (пол. Stare Garnowo) — село в Польщі, у гміні Ґолимін-Осьродек Цехановського повіту Мазовецького воєводства.
Населення — 60 осіб (2011).
У 1975-1998 роках село належало до Цехановського воєводства.

## Демографія
Демографічна структура станом на 31 березня 2011 року:
|          | Загалом | Допрацездатний вік | Працездатний вік | Постпрацездатний вік |
| -------- | ------- | ------------------ | ---------------- | -------------------- |
| Чоловіки | 36      | 10                 | 22               | 4                    |
| Жінки    | 24      | 4                  | 13               | 7                    |
| Разом    | 60      | 14                 | 35               | 11                   |